# Synanthedon peruviana
Synanthedon peruviana is een vlinder uit de familie wespvlinders (Sesiidae), onderfamilie Sesiinae.
Synanthedon peruviana is voor het eerst wetenschappelijk beschreven door Rothschild in 1911. De soort komt voor in het Neotropisch gebied.